# Bouasone Bouphavanh

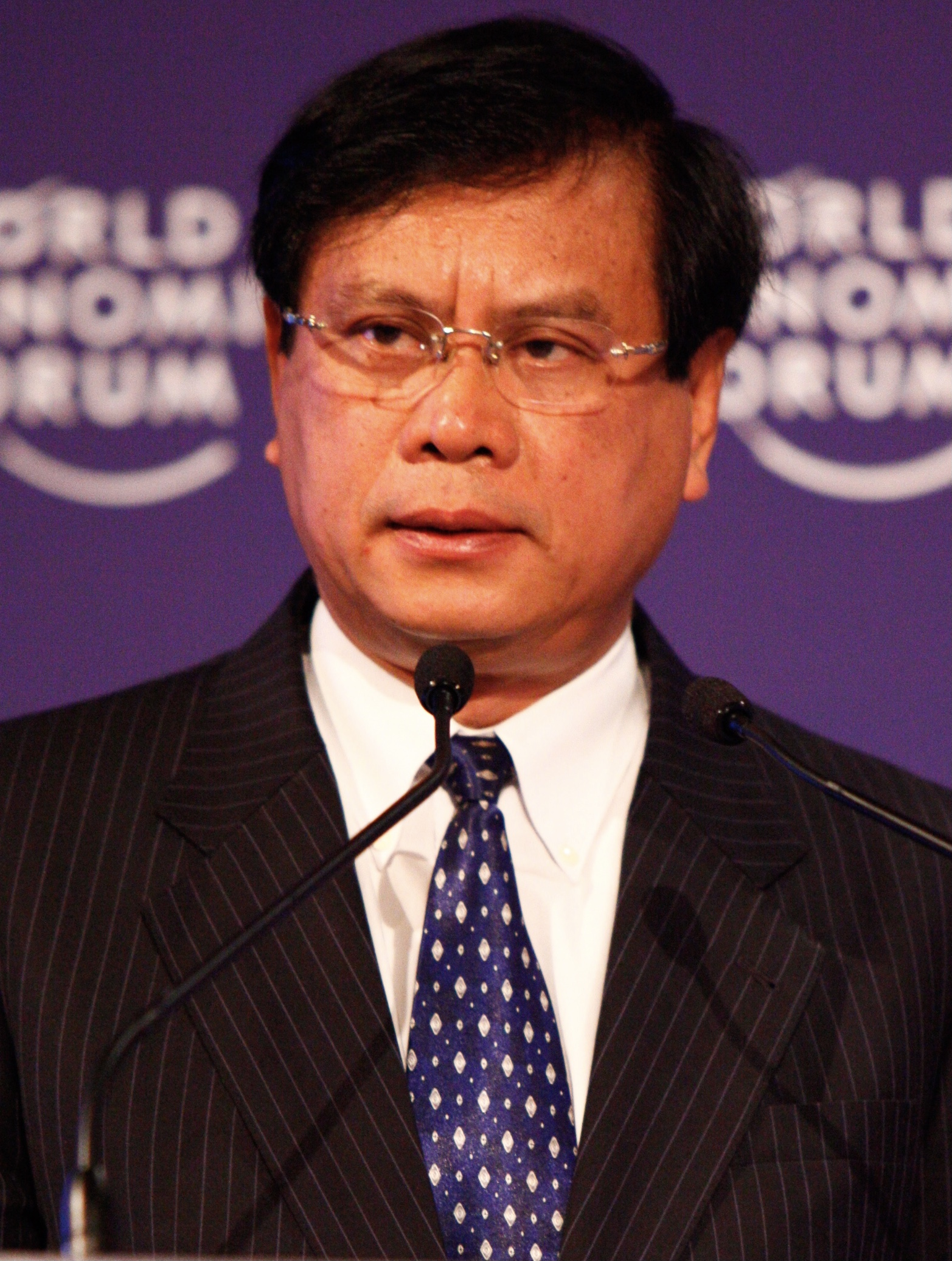
Bouasone Bouphavanh

Bouasone Bouphavanh (3 de junio de 1954, Tao Poun, Provincia de Salavan) es un político laosiano, que ocupó el cargo de primer ministro de Laos desde el 8 de junio de 2006 hasta el 23 de diciembre de 2010. Se formó en la Unión Soviética y en su etapa estudiantil participó en las protestas contra el régimen anterior. Ha ocupado otros cargos, como vice primer ministro y Presidente de la Comisión de Planeamiento.
Fue nombrado primer ministro, propuesto por el Presidente Choummaly Sayasone, por la Asamblea Nacional, formada por 115 diputados de los que 113 eran de su partido, el Partido Popular Revolucionario de Laos. Sustituyó a Bounnhang Vorachith que fue nombrado vicepresidente. Tras dimitir le sucedió en el cargo Thongsing Thammavong.